# Krasnoyarsk
Krasnoyarsk (/krəsnɐˈjærsk/ⓘ, en ruso Красноярск, Krasnoyarsk) es una ciudad de Rusia, centro administrativo del krai de Krasnoyarsk. Su población en 2019 asciende a 1 095 286 habitantes (688 000 en 1972, 412 000 en 1959 y 190 000 en 1939). La ciudad se encuentra situada a ambas orillas del río Yeniséi.

## Historia
La ciudad fue fundada por el gobernador o voevoda Andréi Dubenski en 1628 en la confluencia de los ríos Kacha y Yeniséi como bastión defensivo con el nombre de Krasny (Красный en ruso, que quiere decir bonito o rojo), tomando posteriormente el nombre de Krasny Yar (Красный Яр, que quiere decir barranco rojo). La categoría de ciudad le fue otorgada en 1690. En 1822, pasó a ser la capital de la Gobernación de Yeniseisk.
El crecimiento de la ciudad comenzó al estar situada en una de las principales rutas postales que conectaba las cercanas ciudades de Áchinsk y Kansk con el resto de Rusia, pero se vio definitivamente disparado con la llegada del ferrocarril Transiberiano en 1895 y con el descubrimiento de oro en las proximidades.
Durante el siglo XIX, Krasnoyarsk fue el centro del movimiento cosaco siberiano. Al final del mismo, en la ciudad se habían instalado industrias mecánicas y ferroviarias. La ciudad también se había convertido en lugar de exilio para disidentes en la Rusia imperial.
Tras la revolución de 1917, durante los planes quinquenales, fueron construidas grandes infraestructuras en la ciudad. Entre ellas el puerto fluvial y los muelles, la industria papelera y la central hidroeléctrica (la segunda mayor de Rusia y la quinta del mundo). En 1934 fue instituido el krai de Krasnoyarsk con la ciudad de Krasnoyarsk como capital.
Durante la época estalinista, se establecieron cierto número de campos de trabajo del Gulag alrededor de Krasnoyarsk. En la propia ciudad se creó el campo de trabajo llamado Yeniseilag o Yeniseiski ITL (Енисейский Исправительно-трудовой лагерь (ИТЛ), Campo de trabajo correccional Yeniseiski) entre 1940 y 1941.
Durante la Segunda Guerra Mundial, gran número de industrias fueron desplazadas a Krasnoyarsk desde la parte europea de la Unión Soviética ante el avance de los alemanes, lo que estimuló el desarrollo económico de la ciudad. Tras la guerra el desarrollo continuó con la creación de las plantas metalúrgica y de aluminio.
Tras la disolución de la Unión Soviética, buena parte de las infraestructuras fueron privatizadas, lo que trajo consigo un importante declive económico y social en la ciudad. Tras estos años de decadencia, la ciudad ha vuelto paulatinamente a recuperar su vitalidad.

## Galería

Krasnoyarsk (centro) en mapa del río Yeniséi
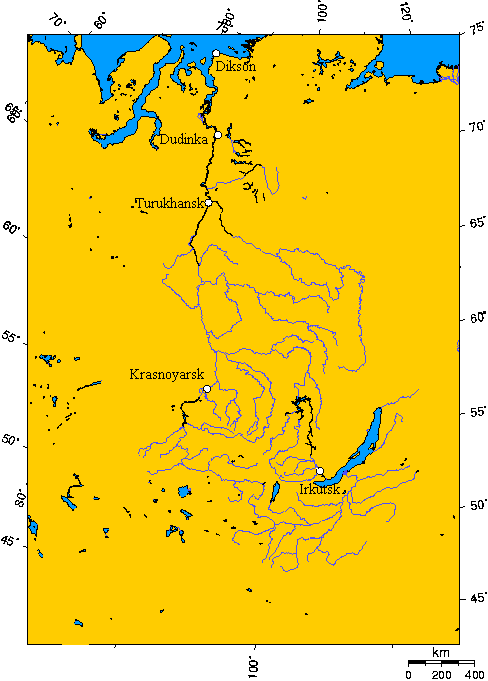
Otro mapa del río Yeniséi en el que aparece Krasnoyarsk
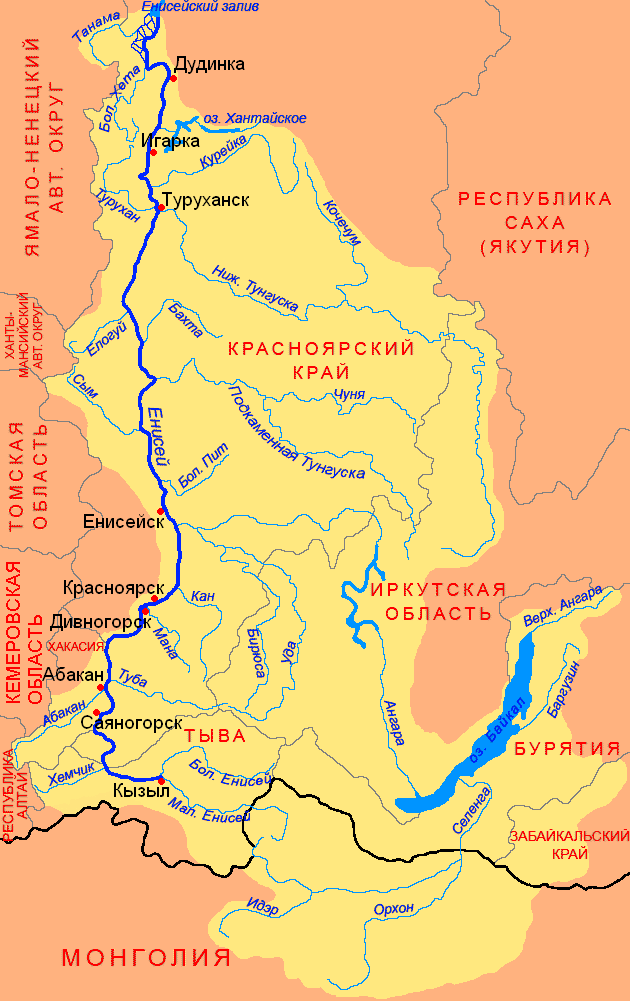
Krasnoyarsk (Красноярск) en mapa en ruso del Yeniséi
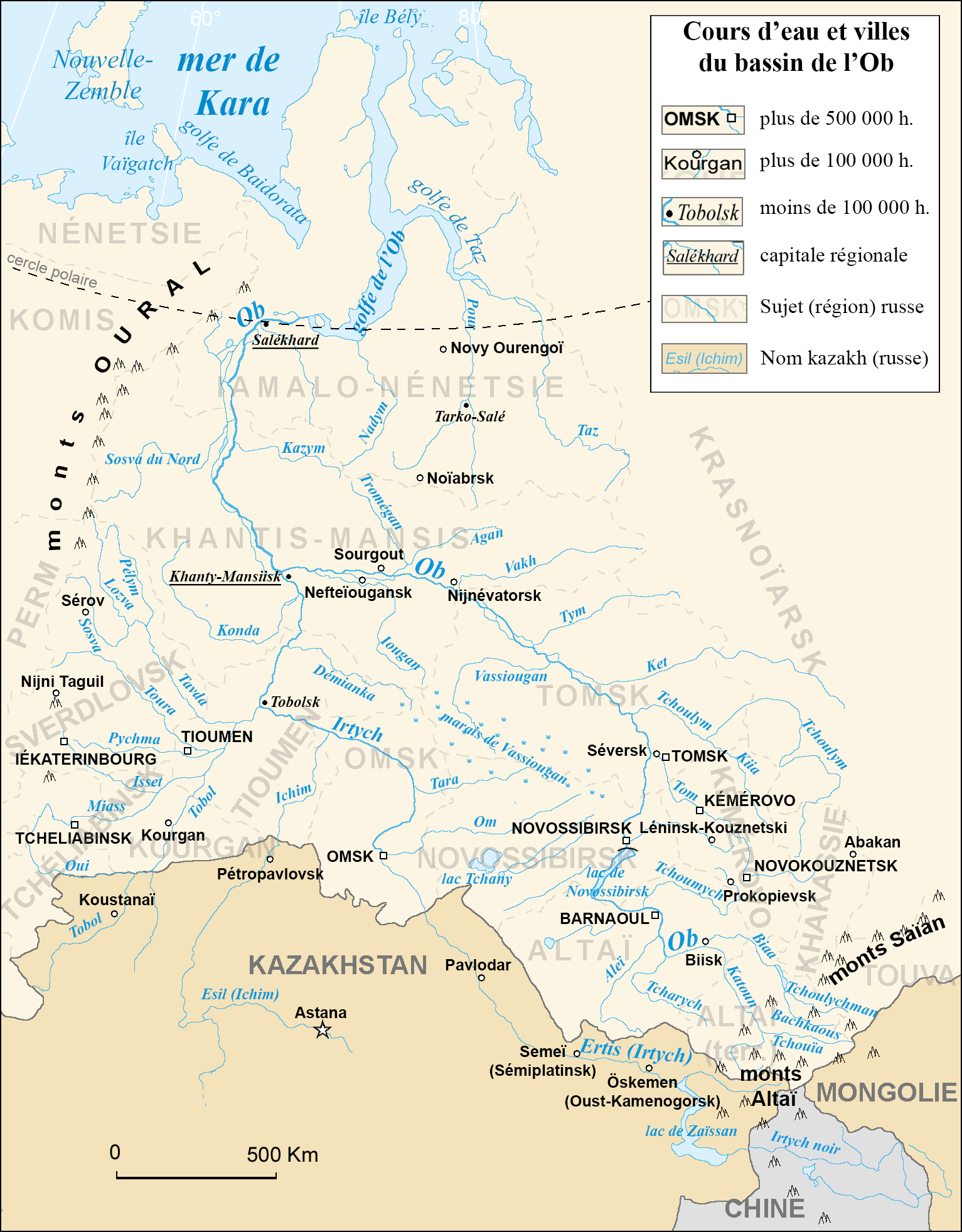
Krasnoyarsk en mapa en francés del Obi
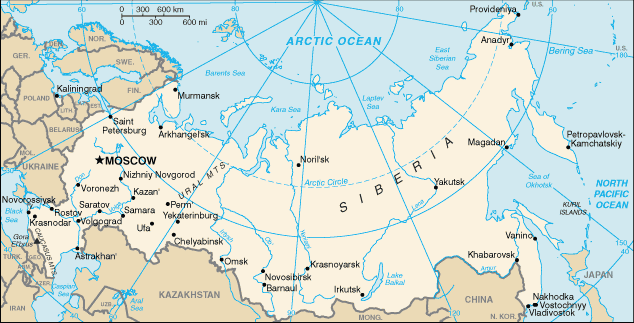
Krasnoyarsk (abajo) en mapa de Rusia
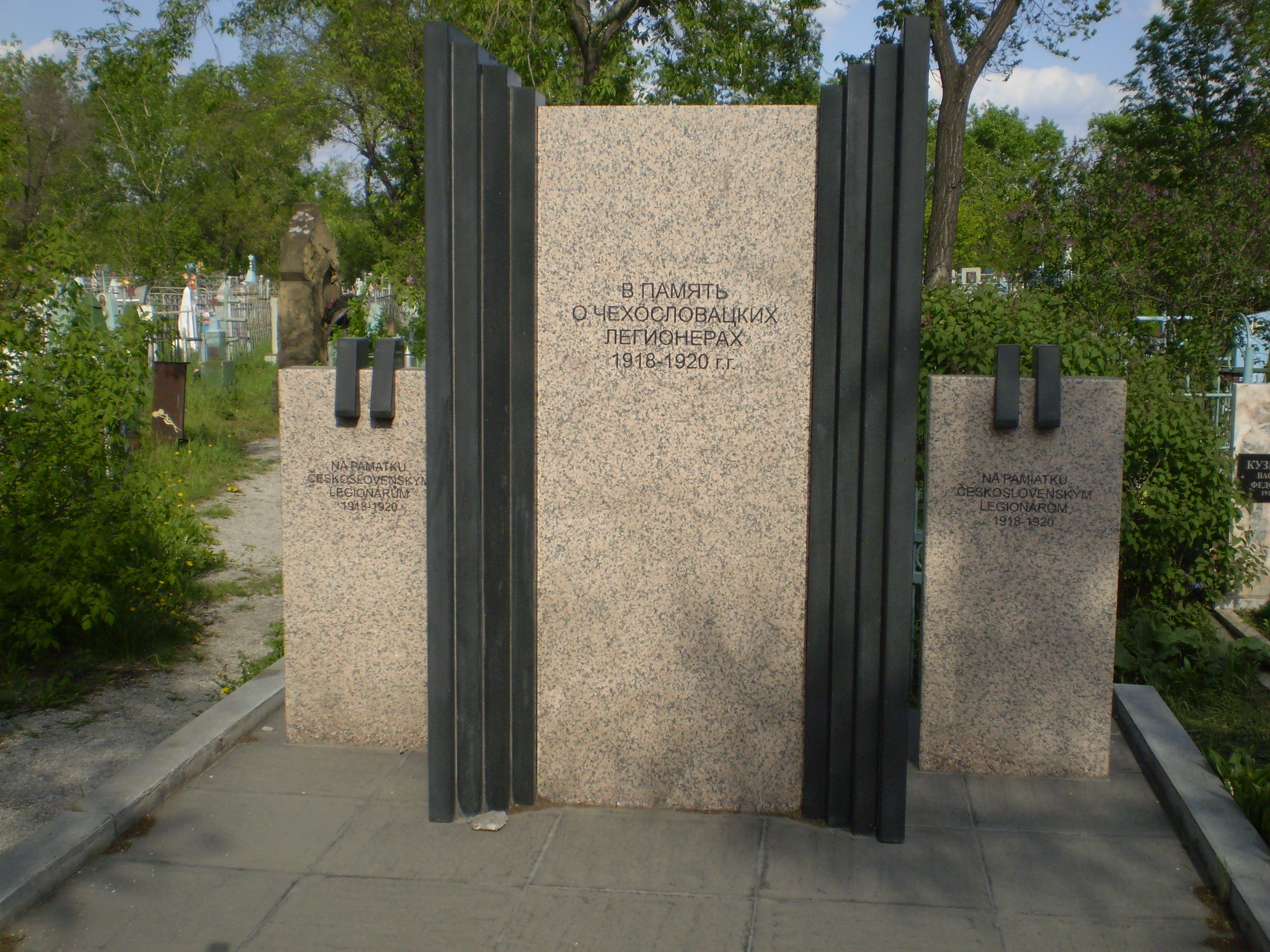
Monumento a los legionarios checoslovacos en el Cementerio de la Trinidad
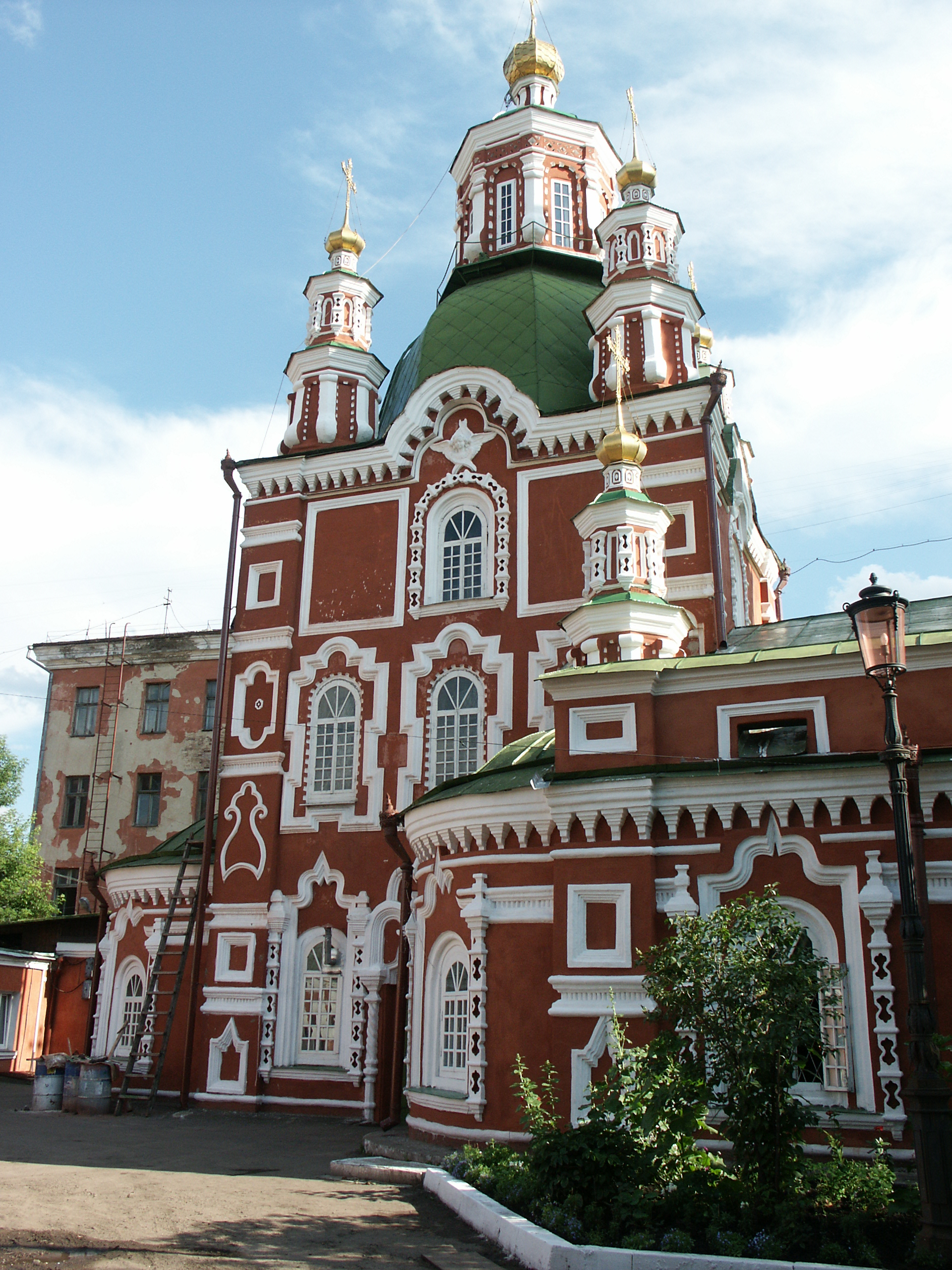
Catedral de Krasnoyarsk
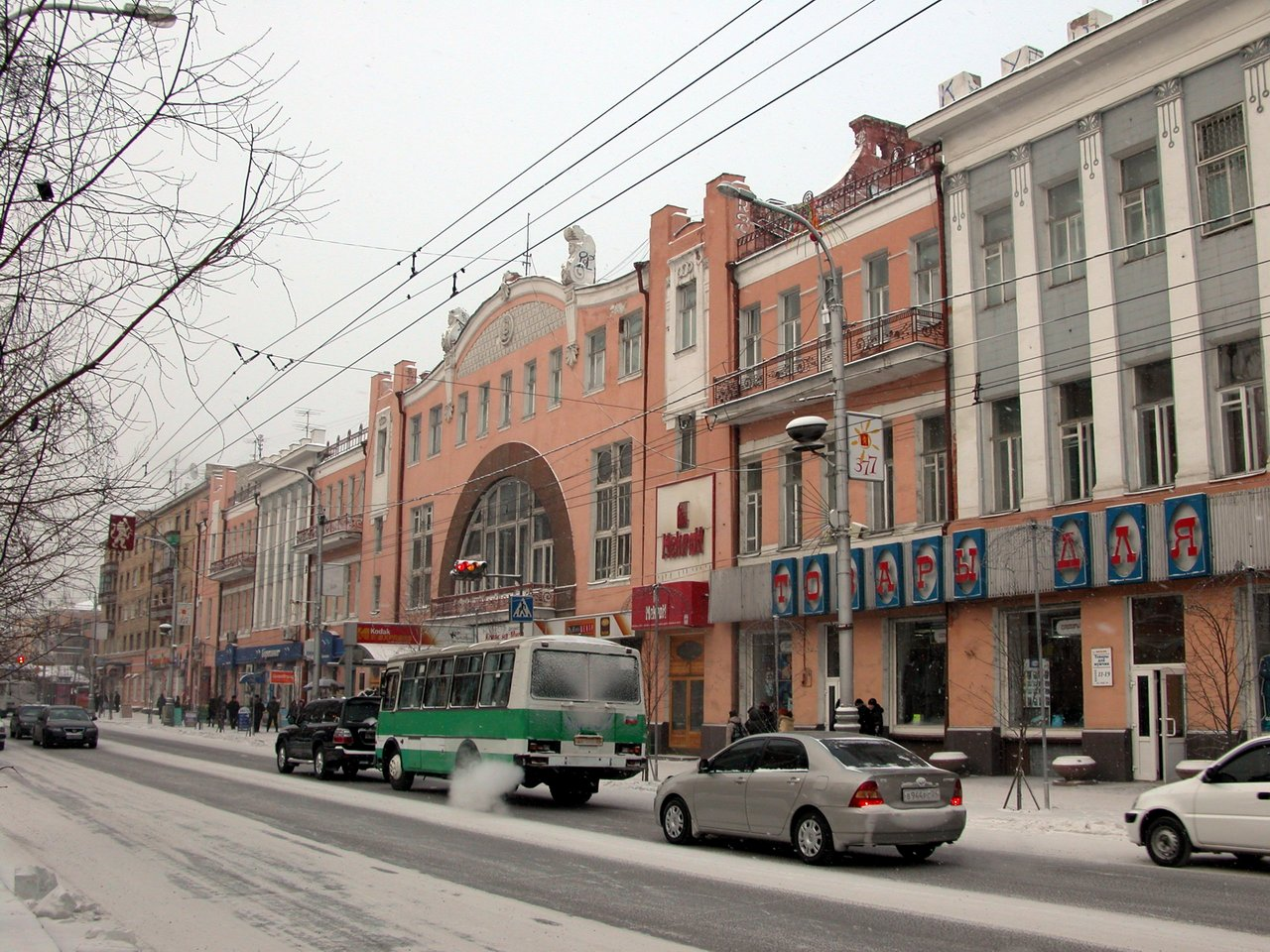
Krasnoyarsk: Prospekt Mira (Avenida de la Paz)

## Infraestructura
La ciudad cuenta con varios centros universitarios con facultades técnicas, agrarias y de medicina entre otras, así como institutos de estudios científicos, económicos y jurídicos.
En 1996 comenzaron las obras de la construcción del metro.

## Educación

### Universidades
- Universidad Federal de Siberia (en ruso)
- Universidad Técnica Estatal de Krasnoyarsk
- Universidad Pedagógica Estatal de Krasnoyarsk Archivado el 3 de abril de 2022 en Wayback Machine.
- Universidad Agraria Estatal de Krasnoyarsk
- Universidad Tecnológica Estatal de Siberia

### Institutos científicos
- Instituto Forestal Sukachov (en ruso)
- Instituto de Física Kirensky (en ruso)
- Instituto de modelización computacional
- Instituto de Biofísica
- Instituto de Química e Ingeniería Química

## Clima
| Parámetros climáticos promedio de Krasnoyarsk (normales 1991–2020, extremos 1891–presente) | Parámetros climáticos promedio de Krasnoyarsk (normales 1991–2020, extremos 1891–presente) | Parámetros climáticos promedio de Krasnoyarsk (normales 1991–2020, extremos 1891–presente) | Parámetros climáticos promedio de Krasnoyarsk (normales 1991–2020, extremos 1891–presente) | Parámetros climáticos promedio de Krasnoyarsk (normales 1991–2020, extremos 1891–presente) | Parámetros climáticos promedio de Krasnoyarsk (normales 1991–2020, extremos 1891–presente) | Parámetros climáticos promedio de Krasnoyarsk (normales 1991–2020, extremos 1891–presente) | Parámetros climáticos promedio de Krasnoyarsk (normales 1991–2020, extremos 1891–presente) | Parámetros climáticos promedio de Krasnoyarsk (normales 1991–2020, extremos 1891–presente) | Parámetros climáticos promedio de Krasnoyarsk (normales 1991–2020, extremos 1891–presente) | Parámetros climáticos promedio de Krasnoyarsk (normales 1991–2020, extremos 1891–presente) | Parámetros climáticos promedio de Krasnoyarsk (normales 1991–2020, extremos 1891–presente) | Parámetros climáticos promedio de Krasnoyarsk (normales 1991–2020, extremos 1891–presente) | Parámetros climáticos promedio de Krasnoyarsk (normales 1991–2020, extremos 1891–presente) |
| Mes                                                                                        | Ene.                                                                                       | Feb.                                                                                       | Mar.                                                                                       | Abr.                                                                                       | May.                                                                                       | Jun.                                                                                       | Jul.                                                                                       | Ago.                                                                                       | Sep.                                                                                       | Oct.                                                                                       | Nov.                                                                                       | Dic.                                                                                       | Anual                                                                                      |
| ------------------------------------------------------------------------------------------ | ------------------------------------------------------------------------------------------ | ------------------------------------------------------------------------------------------ | ------------------------------------------------------------------------------------------ | ------------------------------------------------------------------------------------------ | ------------------------------------------------------------------------------------------ | ------------------------------------------------------------------------------------------ | ------------------------------------------------------------------------------------------ | ------------------------------------------------------------------------------------------ | ------------------------------------------------------------------------------------------ | ------------------------------------------------------------------------------------------ | ------------------------------------------------------------------------------------------ | ------------------------------------------------------------------------------------------ | ------------------------------------------------------------------------------------------ |
| Temp. máx. abs. (°C)                                                                       | 6.0                                                                                        | 8.5                                                                                        | 18.5                                                                                       | 31.4                                                                                       | 34.0                                                                                       | 35.0                                                                                       | 36.4                                                                                       | 35.1                                                                                       | 31.3                                                                                       | 24.5                                                                                       | 13.6                                                                                       | 8.6                                                                                        | 36.4                                                                                       |
| Temp. máx. media (°C)                                                                      | -11.6                                                                                      | -7.5                                                                                       | 0.7                                                                                        | 9.3                                                                                        | 17.1                                                                                       | 23.5                                                                                       | 25.2                                                                                       | 22.2                                                                                       | 14.6                                                                                       | 6.7                                                                                        | -3.6                                                                                       | -9.3                                                                                       | 7.3                                                                                        |
| Temp. media (°C)                                                                           | -15.6                                                                                      | -12.3                                                                                      | -4.9                                                                                       | 3.4                                                                                        | 10.4                                                                                       | 16.9                                                                                       | 19.1                                                                                       | 16.1                                                                                       | 9.1                                                                                        | 2.3                                                                                        | -7.3                                                                                       | -13.2                                                                                      | 2.0                                                                                        |
| Temp. mín. media (°C)                                                                      | -19.2                                                                                      | -16.3                                                                                      | -9.4                                                                                       | -1.4                                                                                       | 4.7                                                                                        | 11.1                                                                                       | 13.7                                                                                       | 11.2                                                                                       | 5.0                                                                                        | -1.3                                                                                       | -10.7                                                                                      | -16.9                                                                                      | -2.5                                                                                       |
| Temp. mín. abs. (°C)                                                                       | -52.8                                                                                      | -41.6                                                                                      | -38.7                                                                                      | -25.7                                                                                      | -11.2                                                                                      | -3.6                                                                                       | 3.3                                                                                        | -1.0                                                                                       | -9.6                                                                                       | -25.1                                                                                      | -42.3                                                                                      | -47.0                                                                                      | -52.8                                                                                      |
| Precipitación total (mm)                                                                   | 17                                                                                         | 15                                                                                         | 19                                                                                         | 29                                                                                         | 48                                                                                         | 66                                                                                         | 70                                                                                         | 76                                                                                         | 55                                                                                         | 42                                                                                         | 39                                                                                         | 31                                                                                         | 507                                                                                        |
| Días de lluvias (≥ 1 mm)                                                                   | 0.3                                                                                        | 0.4                                                                                        | 2                                                                                          | 9                                                                                          | 17                                                                                         | 19                                                                                         | 18                                                                                         | 18                                                                                         | 19                                                                                         | 13                                                                                         | 4                                                                                          | 0.3                                                                                        | 120                                                                                        |
| Días de nevadas (≥ 1 mm)                                                                   | 24                                                                                         | 21                                                                                         | 17                                                                                         | 14                                                                                         | 4                                                                                          | 0.1                                                                                        | 0                                                                                          | 0.03                                                                                       | 2                                                                                          | 14                                                                                         | 23                                                                                         | 25                                                                                         | 144                                                                                        |
| Horas de sol                                                                               | 63                                                                                         | 100                                                                                        | 171                                                                                        | 216                                                                                        | 251                                                                                        | 280                                                                                        | 281                                                                                        | 237                                                                                        | 160                                                                                        | 111                                                                                        | 58                                                                                         | 41                                                                                         | 1969                                                                                       |
| Humedad relativa (%)                                                                       | 73                                                                                         | 70                                                                                         | 64                                                                                         | 58                                                                                         | 54                                                                                         | 64                                                                                         | 72                                                                                         | 76                                                                                         | 75                                                                                         | 71                                                                                         | 74                                                                                         | 73                                                                                         | 69                                                                                         |
| Fuente n.º 1: Pogoda.ru.net                                                                |                                                                                            |                                                                                            |                                                                                            |                                                                                            |                                                                                            |                                                                                            |                                                                                            |                                                                                            |                                                                                            |                                                                                            |                                                                                            |                                                                                            |                                                                                            |
| Fuente n.º 2: NOAA (horas de sol 1961–1990)                                                |                                                                                            |                                                                                            |                                                                                            |                                                                                            |                                                                                            |                                                                                            |                                                                                            |                                                                                            |                                                                                            |                                                                                            |                                                                                            |                                                                                            |                                                                                            |

## Nativos célebres
- Vasili Súrikov (1848-1916), pintor;
- Víktor Astáfiev (1924-2001), escritor;
- Dmitri Hvorostovsky (1962-2017), barítono;
- Yelena Jrustaliova (1980-), biatleta;
- Yevgueni Ustiúgov (1985-), biatleta;
- Sofia Samodúrova (2002-), patinadora artística sobre hielo.
- Mirra Andreeva (2007-) tenista